# Ministère de l'Éducation nationale (Gabon)
Le ministère de l'éducation nationale du Gabon est le ministère chargé de l'éducation au Gabon.

## Description

### Siège
Le ministère de l'éducation nationale du Gabon a son siège à Libreville.

### Attributions
Ce département ministériel du gouvernement gabonais est chargé de la conception, de la mise en œuvre et du suivi de la politique de l’État en matière de l'éducation du Gabon.

### Ministre
La ministre de l'éducation nationale du Gabon est Camelia Ntoutoume.